# Słowacka Liga Koszykówki Kobiet
Słowacka Liga Koszykówki Kobiet (słow. Basketbalová extraliga žien) – najwyższa klasa żeńskich rozgrywek koszykarskich w Słowacji, powstała w 1993, po rozpadzie Czechosłowacji. 

## Zespół w sezonie 2018/2019
- Young Angels Koszyce
- MBK Rużomberk
- Piešťanské Čajky
- ŠBK Šamorín
- BAM Poprad
- BKM Junior UKF Nitra
- BK ŠKP 08 Bańska Bystrzyca
- BK Slovan Bratysława

## Medalistki
| Sezon   | złoto                 | srebro                   | brąz                        |
| ------- | --------------------- | ------------------------ | --------------------------- |
| 1993    | SCP Ružomberok        | UMB-OŠG Banská Bystrica  | VSS Lokomotíva Koszyce      |
| 1993/94 | Sipox Rużomberk       | Sporiteľňa Bratysława    | Spartak SAM Myjava          |
| 1994/95 | Sipox Rużomberk       | Spartak Myjava           | VSS Lokomotíva Koszyce      |
| 1995/96 | MŠK Sipox Rużomberk   | SLOVMAD Cassovia Koszyce | Spartak SAM Myjava          |
| 1996/97 | SCP Rużomberk         | Spartak SAM Myjava       | BK Slovan Bratysława        |
| 1997/98 | SCP Rużomberk         | Slovan JOPA Bratysława   | SAM Myjava                  |
| 1998/99 | SCP Rużomberk         | Delta Management Koszyce | SAM Myjava                  |
| 1999/00 | SCP Rużomberk         | UMB Banská Bystrica      | Delta Domex Koszyce         |
| 2000/01 | SCP Rużomberk         | Slovan JOPA Bratysława   | Cassovia Bardejów           |
| 2001/02 | SCP Rużomberk         | Slovan JOPA Bratysława   | Istrobanka LS UK Bratysława |
| 2002/03 | SCP Rużomberk         | Delta V.O.D.S. Koszyce   | UMB Bańska Bystrzyca        |
| 2003/04 | Delta ICP Koszyce     | MBK Rużomberk            | ŽBK Poprad                  |
| 2004/05 | Delta ICP Koszyce     | MBK Rużomberk            | Siemens Poprad              |
| 2005/06 | Delta ICP Koszyce     | MBK Rużomberk            | Siemens Poprad              |
| 2006/07 | K CERO VODS Koszyce   | MBK Rużomberk            | BK Inpek UKF Nitra          |
| 2007/08 | KOSIT 2013 Koszyce    | MBK Rużomberk            | Viktoria PČSP Koszyce       |
| 2008/09 | Maxima Broker Koszyce | MBK Rużomberk            | BK Inpek UKF Nitra          |
| 2009/10 | Dobrí Anjeli Košice   | BK PU Bemaco Preszów     | MBK Rużomberk               |
| 2010/11 | Dobrí Anjeli Koszyce  | MBK Rużomberk            | BK Inpek UKF Nitra          |
| 2011/12 | Good Angels Koszyce   | MBK Rużomberk            | ŠBK Šamorín                 |
| 2012/13 | Good Angels Koszyce   | MBK Rużomberk            | ŠKBD Rücon Nowa Wieś Spiska |
| 2013/14 | Good Angels Koszyce   | MBK Rużomberk            | Piešťanské Čajky            |
| 2014/15 | Good Angels Koszyce   | Piešťanské Čajky         | MBK Rużomberk               |
| 2015/16 | Good Angels Koszyce   | Piešťanské Čajky         | MBK Rużomberk               |
| 2016/17 | Good Angels Koszyce   | Piešťanské Čajky         | MBK Rużomberk               |
| 2017/18 | Good Angels Koszyce   | MBK Rużomberk            | Piešťanské Čajky            |
| 2018/19 | MBK Rużomberk         | Piešťanské Čajky         | ŠBK Šamorín                 |

## Bilans medalistek
| P   | Klub                        | złoto                | srebro                                                               | brąz                       |
| --- | --------------------------- | -------------------- | -------------------------------------------------------------------- | -------------------------- |
| 1.  | Good Angels Koszyce         | 15 (2004 2018)       | 1 (2003)                                                             |                            |
| 2.  | MBK Rużomberk               | 12 (1993 2003, 2019) | 11 (2004, 2005, 2006, 2007,2008, 2009, 2011, 2012, 2013, 2014, 2018) | 4 (2010, 2015, 2016, 2017) |
| 3.  | Piešťanské Čajky            |                      | 4 (2015, 2016, 2017, 2019)                                           | 2 (2014, 2018)             |
| 4.  | BK Slovan Bratysława        |                      | 3 (1998, 2001, 2002)                                                 | 1 (1997)                   |
| 5.  | Spartak Myjava              |                      | 2 (1995, 1997)                                                       | 4 (1994, 1996, 1998, 1999) |
| 6.  | UMB 08 Bańska Bystrzyca     |                      | 2 (1993, 2000)                                                       | 1 (2003)                   |
| 7.  | Delta Management Koszyce    |                      | 1 (1999)                                                             | 3 (1993, 1995, 2000)       |
| 8.  | BK Cassovia SOUŽ Koszyce    |                      | 1 (1996)                                                             | 1 (2001)                   |
| 9.  | BK PU Bemaco Preszów        |                      | 1 (2010)                                                             |                            |
| 10. | Sporiteľňa Bratysława       |                      | 1 (1994)                                                             |                            |
| 11. | BK Inpek UKF Nitra          |                      |                                                                      | 3 (2007, 2009, 2011)       |
| 12. | ŽBK Whirlpool Poprad        |                      |                                                                      | 3 (2004, 2005, 2006)       |
| 13. | ŠBK Šamorín                 |                      |                                                                      | 2 (2012, 2019)             |
| 14. | ŠKBD Rücon Nowa Wieś Spiska |                      |                                                                      | 1 (2013)                   |
| 15. | Viktória PČSP Koszyce       |                      |                                                                      | 1 (2008)                   |
| 16. | Istrobanka LS UK Bratysława |                      |                                                                      | 1 (2002)                   |